# Frédéric Thoraval
Frédéric Thoraval (Lorient, 18 febbraio 1973) è un montatore francese lanciato da Luc Besson sotto l'egida dei film da lui scritti o prodotti negli anni duemila. Approdato a Hollywood nel decennio seguente, nel 2021 è stato candidato all'Oscar al miglior montaggio per il film Una donna promettente.

## Filmografia

### Cinema
- Kiss of the Dragon, regia di Chris Nahon (2001) - montatore aggiuntivo
- Wasabi, regia di Gérard Krawczyk (2001) - montatore aggiuntivo
- Taxxi 3 (Taxi 3), regia di Gérard Krawczyk (2003) - montatore aggiuntivo
- Il tulipano d'oro (Fanfan la Tulipe), regia di Gérard Krawczyk (2003) - montatore aggiuntivo
- Banlieue 13, regia di Pierre Morel (2004)
- Angel-A, regia di Luc Besson (2005)
- Bandidas, regia di Joachim Rønning ed Espen Sandberg (2006)
- L'invitato (L'Invité), regia di Laurent Bouhnik (2007)
- Io vi troverò (Taken), regia di Pierre Morel (2008)
- From Paris with Love, regia di Pierre Morel (2010)
- Trasporto eccezionale - Un racconto di Natale (Rare Exports), regia di Jalmari Helander (2010) - montatore aggiuntivo
- Lullaby for Pi, regia di Benoît Philippon (2010)
- L'assalto (L'Assaut), regia di Julien Leclercq (2011)
- Sinister, regia di Scott Derrickson (2012)
- Safe, regia di Boaz Yakin (2012)
- Dead Man Down - Il sapore della vendetta (Dead Man Down), regia di Niels Arden Oplev (2013)
- The Gunman, regia di Pierre Morel (2015)
- Lady Bloodfight, regia di Chris Nahon (2016)
- L'amore criminale (Unforgettable), regia di Denise Di Novi (2017)
- O. G. - Original Gangster (O.G.), regia di Madeleine Sackler (2018)
- It's a Hard Truth Ain't It, regia di Madeleine Sackler e altri – documentario (2018) - montatore aggiuntivo
- Peppermint - L'angelo della vendetta (Peppermint), regia di Pierre Morel (2018)
- Una donna promettente (Promising Young Woman), regia di Emerald Fennell (2020)
- Black Phone (The Black Phone), regia di Scott Derrickson (2021)

### Televisione
- The Night Shift – serie TV, episodio 1x01 (2014)

### Video musicali
- Legacy – Jay-Z (2017)

## Riconoscimenti
- Premio Oscar[2]
  - 2021 - Candidatura al miglior montaggio per Una donna promettente
- BAFTA[2]
  - 2021 - Candidatura al miglior montaggio per Una donna promettente
- American Cinema Editors[2]
  - 2021 - Candidatura al miglior montaggio di un lungometraggio commedia per Una donna promettente